# Sandie Clair
Sandie Marie Clotilde Clair (Toulon, 1 april 1988) is een Frans voormalig baanwielrenster en bobsleester.

## Carrière

### Baanwielrennen
Clair verscheen in 2005 als zeventienjarige op het WK voor junioren. Gelijk wist ze zilver te winnen op de 500 meter tijdrit in Wenen. Een jaar later werd ze zevende op het WK voor de elite, eveneens bij de tijdrit. Wat volgde was een lange en succesvolle carrière van zo'n vijftien jaar. In haar eerste vier jaren als prof nam ze nog als belofte deel aan de EK, waar ze acht gouden medailles wist te winnen. Bij de elite won ze eveneens tweemaal goud, beide in 2010, en twee bronzen medailles, in 2011 en 2012. Op de WK wist ze bij de elite een enkele medaille te winnen, een bronzen medaille op de tijdrit in 2008 te verstaan. In 2012 en 2016 nam ze deel aan de Olympische Zomerspelen die respectievelijk in Londen en Rio de Janeiro werden gehouden. Bij beide edities was haar beste resultaat een zesde plaats op de teamsprint. In 2019 maakte ze via sociale media bekend te stoppen met professioneel baanwielrennen.

### Bobsleeën
Na haar carrière op de baan besloot ze zich te wijden aan een andere sport; bobsleeën. Ze maakte haar debuut op 9 januari 2021 op de wereldbekerwedstrijd in Winterberg als vervanger van Carla Sénéchal, de wedstrijd gold ook als Europees kampioenschap. Ze eindigde tiende aan de zijde van Margot Boch in de tweemansbob wat resulteerde in een zesde plaats voor het EK. Op 17 januari 2021 nam ze opnieuw deel aan de wereldbeker, ditmaal werd ze zeventiende.
In het seizoen 2021/22 nam ze nog eenmaal deel aan de wereldbeker, in Innsbruck in november 2021 werd ze dertiende aan de zijde van stuurvrouw Boch. Hierna nam Clair in december 2021 en januari 2022 nog deel aan de Europe Cup waar ze samen met Boch en Sénéchal driemaal tweede werd.In 2022 mocht ze namens Frankrijk mee naar de Olympische Winterspelen als reserve voor de tweemansbob. Haar landgenoten eindigden op een dertiende plek. Clair kwam zelf niet in actie. Na de Olympische Spelen stopte ze ook met bobsleeën.

## Palmares
| Jaar        | FK                                     | EK                                                                                          | WK                                                     | Overige                                                            |
| Als juniore | Als juniore                            | Als juniore                                                                                 | Als juniore                                            | Als juniore                                                        |
| ----------- | -------------------------------------- | ------------------------------------------------------------------------------------------- | ------------------------------------------------------ | ------------------------------------------------------------------ |
| 2005        |                                        | sprint                                                                                      | 500m tijdrit                                           |                                                                    |
| 2006        |                                        | 500m tijdrit · keirin                                                                       | 500m tijdrit · sprint                                  |                                                                    |
| Als belofte |                                        |                                                                                             |                                                        |                                                                    |
| 2007        |                                        | 500m tijdrit · 6e keirin · 6e sprint                                                        |                                                        |                                                                    |
| 2008        |                                        | 500m tijdrit · teamsprint · keirin · 4e sprint                                              |                                                        |                                                                    |
| 2009        |                                        | 500m tijdrit · teamsprint · 4e sprint · 5e keirin                                           |                                                        |                                                                    |
| 2010        |                                        | 500m tijdrit · keirin · teamsprint · sprint                                                 |                                                        |                                                                    |
| Als elite   |                                        |                                                                                             |                                                        |                                                                    |
| 2006        |                                        |                                                                                             | 7e 500m tijdrit                                        |                                                                    |
| 2007        | 500m tijdrit · sprint                  |                                                                                             | 4e teamsprint 9e 500m tijdrit 9e keirin                |                                                                    |
| 2008        | 500m tijdrit · scratch · sprint        |                                                                                             | 500m tijdrit · 4e teamsprint · 12e sprint · 16e keirin |                                                                    |
| 2009        | 500m tijdrit · sprint · 4e puntenkoers |                                                                                             | 4e 500m tijdrit 4e teamsprint 6e keirin 16e sprint     |                                                                    |
| 2010        | 500m tijdrit · sprint · 4e scratch     | sprint · teamsprint · 4e keirin · 5e 500m tijdrit · 5e teamsprint · 13e keirin · 20e sprint |                                                        |                                                                    |
| 2011        | 500m tijdrit · sprint · 7e scratch     | keirin · 7e sprint                                                                          | 500m tijdrit 4e teamsprint 6e sprint 9e keirin         |                                                                    |
| 2012        | 500m tijdrit · keirin · 4e sprint      | teamsprint · 5e keirin · 6e sprint                                                          | 5e teamsprint 7e keirin 8e 500m tijdrit 9e sprint      | Olympische Spelen: 6e teamsprint                                   |
| 2013        | 500m tijdrit · keirin · sprint         |                                                                                             | 5e teamsprint 7e keirin 8e 500m tijdrit                |                                                                    |
| 2014        | 500m tijdrit · keirin · sprint         | 8e 500m tijdrit                                                                             | 5e teamsprint 6e keirin 8e 500m tijdrit                |                                                                    |
| 2015        | 500m tijdrit · 4e keirin · 4e sprint   | 6e teamsprint 11e 500m tijdrit 23e sprint                                                   |                                                        |                                                                    |
| 2016        |                                        |                                                                                             | 7e teamsprint 29e sprint                               | Olympische Spelen: 6e teamsprint 21e keirin 25e sprint             |
| 2017        | 500m tijdrit · sprint · keirin         | 4e teamsprint                                                                               |                                                        |                                                                    |
| 2018        | 500m tijdrit · sprint · keirin         | 4e keirin 5e teamsprint                                                                     |                                                        |                                                                    |
| 2019        |                                        |                                                                                             | 6e teamsprint 23e keirin                               | Europese Spelen: 4e keirin 5e teamsprint 8e 500m tijdrit 8e sprint |